# Flavio Medina
Flavio Medina  (Mexikóváros, Mexikó, 1978. április 19. –) mexikói színész.

## Élete és pályafutása
1978. április 19-én született. 
Első szerepét 2006-ban kapta a Mujer, casos de la vida real-ban. 2009-ben megkapta Amadeo szerepét az Alma de Hierro című telenovellában. 2010-ben a Para Volvera Amar-ban David Magaña szerepét játszotta. 2011-ben az El Equipo sorozatban kapott szerepet. 2012-ben az Amor Bravío-ban megkapta Alonso Lazcano szerepét Silvia Navarro, Cristián de la Fuente és Leticia Calderón mellett.

## Filmográfia
- Mujer, casos de la vida real (2006)
- Alma de Hierro (2009) - Amadeo
- Háblame  (2010)
- Mujeres Asesinas (2010) -Raúl
- Hidalgo - La historia jamás contada (2010)-Mariano
- Para Volver a Amar  (2010) -David Magaña
- El Equipo (2011)- Eliseo Raya
- A szív parancsa (Amor Bravío)  (2012)- Alonso Lazcano González / Alonso Sánchez
- Fachon Models (2012)- Jonas
- Quiero amarte (2013)- César Montesinos Ugarte / César Vázquez Ugarte
- Yo no creo en los hombres (2014)- Daniel Santibáñez de la Vega
- Yago (2016)- Lucio Sarquis